# Francisco Pérez de Prado y Cuesta
Francisco Pérez de Prado y Cuesta (Aranda de Duero, 1678 - Madrid, 1755) va ser un religiós espanyol, bisbe de Terol, comissari de croada i membre de la Inquisició que arribà a ser inquisidor general.
De tendència antiregalista. Fou inquisidor fiscal de Còrdova i de Sevilla. Comissari general de Croada. Fou nomenat bisbe de Terol de 1732, abandonant el seu càrrec a Sevilla, i ocupà la mitra fins a la seva mort el 1755. Allà a impulsar la creació del Col·legi de la Companyia de Jesús a Terol el 1745, malgrat l'oposició de les autoritats de la ciutat, la majoria dels clergues de la ciutat, així com dels quatre convents existents; tots afirmaven que per la poca població que tenia Terol no calia una nova institució religiosa, tanmateix, hi havia cert recel envers Pérez de Prado, que només tenia bones paraules envers els jesuïtes, i deixava de banda els altres ordes. El seu caràcter va ser rigorista en el terreny de la moralitat pública, de fet, va provocar diversos enfrontaments amb les autoritats civils terolenques a causa dels edictes promulgats des del bisbat que prohibiren balls, actes satírics, curses de braus, focs artificials i altres actes o pràctiques que suposessin una falta en la decència de les persones i en la moral pública, especialment quan implicava la participació en un mateix acte d'un home i una dona. La situació arribà fins als tribunals, perquè les autoritats civils creien que Pérez de Prado envaïa les seves competències.
Des de 1746, va governar la diòcesi a través de vicaris, perquè va ser nomenat inquisidor general per Felip V. Mort el rei abans de ser confirmat, va rebre les butlles de confirmació del papa el 22 d'agost de 1746 durant el regnat de Ferran VI.
De la seva etapa com inquisidor a Sevilla destaca l'obra Compendio de las tres leyes: natural, escrita y evangélica. Pérdida de la gracia en Adán y Eva y su reparación, que tracta sobre el fenomen del criptojudaisme, els costums i tradicions d'aquest corrent, de fet, demostra un gran coneixement i erudició sobre aquestes pràctiques i la literatura rabínica. En termes concrets, censura la forma de transmissió de la religió als fills, i ho compara amb la innocència d'Adam i Eva abans d'ésser temptats per la serp, així com l'ambigüitat dels pares en batejar els fills però no circumcidar-los, però, en canvi, instruir-los en el judaisme. Critica també l'afany que hi havia entre els nobles amb arrels jueves per trobar o atorgar una gran antiguitat al seu llinatge.